# استورت (آیووا)
استورت (به انگلیسی: Stuart) شهری در ایالت آیووا کشور ایالات متحده آمریکا است که جمعیت آن در سرشماری سال ۲۰۱۰ میلادی، ۱٬۶۴۸ نفر بوده‌است.